# Championnats de Tunisie de natation 2016
Navigation
2015 2017
Les championnats de Tunisie de natation 2016 en grand bassin se déroulent du 22 au 26 août 2016 à la piscine olympique de Radès.
C'est le Club africain qui remporte le championnat pour la onzième année consécutive au nombre de points obtenus mais l'Espérance sportive de Tunis, qui l'a dépossédé de ses éléments les plus prometteurs (Rim Ouenniche, Mohamed Mehdi Laajili, Habiba Belghith et Seifeddine Mahdhaoui), le devance largement au nombre de titres (21 contre sept).
Au niveau individuel, Rym Oueniche est toujours là, plus en vue (quatre titres individuels et deux par équipes), suivie par Mohamed Mehdi Ajili (trois titres individuels et quatre par équipes).

## Résultats

### Podium hommes
| Discipline           | Or | Temps          | Argent                                                                                   | Temps          | Bronze | Temps          |
| Nage libre           | |                |                                                                                          |                | |                |
| 50 m                 | Bilel Attigue Association de la Cité nationale sportive                                                         | 23 s 86        | Talel Mrabet Club africain                                                               | 23 s 87        | Mohamed Mehdi Ajili Espérance sportive de Tunis                                                           | 23 s 88        |
| 100 m                | Mohamed Mehdi Ajili Espérance sportive de Tunis                                                                 | 52 s 47        | Mohamed Aziz Ghaffari Club africain                                                      | 52 s 42        | Mohamed Ali Chaouachi Espérance sportive de Tunis                                                         | 52 s 50        |
| 200 m                | Mohamed Mehdi Ajili Espérance sportive de Tunis                                                                 | 1 min 53 s 75  | Mohamed Ali Chaouachi Espérance sportive de Tunis                                        | 1 min 54 s 21  | Mohamed Aziz Ghaffari Club africain                                                                       | 1 min 55 s 23  |
| 400 m                | Mohamed Mehdi Ajili Espérance sportive de Tunis                                                                 | 4 min 5 s 01   | Mohamed Ali Chaouachi Espérance sportive de Tunis                                        | 4 min 6 s 80   | Haithem Mbarki Olympica                                                                                   | 4 min 7 s 17   |
| 1 500 m              | Haythem Abdelkhalek Espérance sportive de Tunis                                                                 | 16 min 18 s 74 | Haithem Mbarki Olympica                                                                  | 16 min 20 s 84 | Paul Barscud Espérance sportive de Tunis                                                                  | 16 min 21 s 97 |
| Dos                  | |                |                                                                                          |                | |                |
| 50 m                 | Mohamed Aziz Ghaffari Club africain                                                                             | 27 s 52        | Ali Chakroun Sport nautique de Bizerte                                                   | 28 s 02        | Mehdi Jari Association de la Cité nationale sportive                                                      | 28 s 63        |
| 100 m                | Mohamed Aziz Ghaffari Club africain                                                                             | 58 s 87        | Fehmi Trabelsi Club africain                                                             | 1 min 1 s 0    | Bilel Attigue Association de la Cité nationale sportive                                                   | 1 min 1 s 30   |
| 200 m                | Fares Jelassi Espérance sportive de Tunis                                                                       | 2 min 10 s 47  | Mohamed Mehdi Ajili Espérance sportive de Tunis                                          | 2 min 14 s 38  | Fehmi Trabelsi Club africain                                                                              | 2 min 14 s 64  |
| Brasse               | |                |                                                                                          |                | |                |
| 50 m                 | Wassim Elloumi Association de la Cité nationale sportive                                                        | 28 s 87        | Talel Mrabet Club africain                                                               | 29 s 15        | Mohamed Ali Fekiri Espérance sportive de Tunis                                                            | 29 s 50        |
| 100 m                | Wassim Elloumi Association de la Cité nationale sportive                                                        | 1 min 2 s 88   | Talel Mrabet Club africain                                                               | 1 min 4 s 11   | Mohamed Ali Fekiri Espérance sportive de Tunis                                                            | 1 min 4 s 18   |
| 200 m                | Wassim Elloumi Association de la Cité nationale sportive                                                        | 2 min 19 s 21  | Talel Mrabet Club africain                                                               | 2 min 20 s 96  | Mohamed Ali Fekiri Espérance sportive de Tunis                                                            | 2 min 21 s 03  |
| Papillon             | |                |                                                                                          |                | |                |
| 50 m                 | Bilel Attigue Association de la Cité nationale sportive                                                         | 25 s 91        | Seifeddine Mahdhaoui Espérance sportive de Tunis                                         | 26 s 11        | Omar Moussa Olympica                                                                                      | 26 s 35        |
| 100 m                | Taki Mrabet Club africain                                                                                       | 56 s 54        | Ahmed Mathlouthi Espérance sportive de Tunis                                             | 56 s 83        | Seifeddine Mahdhaoui Espérance sportive de Tunis                                                          | 57 s 57        |
| 200 m                | Malek Masmoudi Club africain                                                                                    | 2 min 9 s 10   | Bilel Attigue Association de la Cité nationale sportive                                  | 2 min 10 s 51  | Seifeddine Mahdhaoui Espérance sportive de Tunis                                                          | 2 min 11 s 29  |
| 4 nages              | |                |                                                                                          |                | |                |
| 200 m                | Ahmed Mathlouthi Espérance sportive de Tunis                                                                    | 2 min 10 s 16  | Adnan Béji Club de natation de Ben Arous                                                 | 2 min 12 s 11  | Seifeddine Mahdhaoui Espérance sportive de Tunis                                                          | 2 min 12 s 68  |
| 400 m                | Ahmed Mathlouthi Espérance sportive de Tunis                                                                    | 4 min 36 s 28  | Haythem Mbarki Olympica                                                                  | 4 min 40 s 12  | Malek Masmoudi Club africain                                                                              | 4 min 40 s 50  |
| Relais               | |                |                                                                                          |                | |                |
| 4 x 100 m nage libre | Espérance sportive de Tunis Fédi Hannachi, Mohamed Ali Chaouachi, Mohamed Mehdi Ajili et Ahmed Mathlouthi       | 3 min 29 s 50  | Club africain Mohamed Aziz Ghaffari, Taki Mrabet, Talel Mrabet et Salim Ben Moussa Ajili | 3 min 31 s 57  | Association de la Cité nationale sportive Mehdi Jari, Wissem Elloumi, Iyed Bouchareb et Bilel Attigue     | 3 min 40 s 66  |
| 4 x 200 m nage libre | Espérance sportive de Tunis Haythem Abdelkhalek, Mohamed Ali Chaouachi, Mohamed Mehdi Ajili et Ahmed Mathlouthi | 7 min 46 s 20  | Club africain Yassine Turki, Aziz Jaouhar, Salim Ben Moussa et Abderraouf Touati         | 8 min 03 s 51  | Olympica Haithem Mbarki, Mohamed Ayoub Hafnaoui, Sofiane Ben Moussa et Haykel Abid                        | 8 min 5 s      |
| 4 x 100 m 4 nages    | Espérance sportive de Tunis Ahmed Mathlouthi, Mohamed Ali Fekiri, Seifeddine Mahdhaoui et Mohamed Mehdi Ajili   | 3 min 52 s 51  | Club africain Fehmi Trabelsi, Talel Mrabet, Taki Mrabet et Mohamed Aziz Ghaffari         | 3 min 56 s 06  | Association de la Cité nationale sportive Adem Taha Romdhani, Wissem Elloumi, Bilel Attigue et Mehdi Jari | 4 min 0 s 24   |

### Podium femmes
| Discipline           | Or                                                                                          | Temps         | Argent                                                                                      | Temps         | Bronze                                                                                      | Temps         |
| Nage libre           |                                                                                             |               |                                                                                             |               |                                                                                             |               |
| 50 m                 | Farah Ben Khelil Olympica                                                                   | 27 s 10       | Rym Oueniche Espérance sportive de Tunis                                                    | 27 s 30       | Chadha Abid Club africain                                                                   | 27 s 78       |
| 100 m                | Farah Ben Khelil Olympica                                                                   | 59 s 30       | Sonia Karkeni Club africain                                                                 | 1 min 0 s 36  | Menna Kchouk Avenir sportif de La Marsa                                                     | 1 min 0 s 45  |
| 200 m                | Rym Oueniche Espérance sportive de Tunis                                                    | 2 min 8 s     | Menna Kchouk Avenir sportif de La Marsa                                                     | 2 min 11 s 43 | Sonia Karkeni Club africain                                                                 | 2 min 13 s 36 |
| 400 m                | Rym Oueniche Espérance sportive de Tunis                                                    | 4 min 35 s 25 | Maroua Mathlouthi Espérance sportive de Tunis                                               | 4 min 37 s 36 | Sonia Karkeni Club africain                                                                 | 4 min 38 s 65 |
| 800 m                | Maroua Mathlouthi Espérance sportive de Tunis                                               | 9 min 39 s 75 | Nesrine Jelliti Olympica                                                                    | 9 min 40 s 83 | Mariem Souissi Club africain                                                                | 9 min 42 s 10 |
| Dos                  |                                                                                             |               |                                                                                             |               |                                                                                             |               |
| 50 m                 | Leslie Belkacemi Olympica                                                                   | 30 s 53       | Farah Ben Khelil Olympica                                                                   | 30 s 71       | Asma Sammoud Club africain                                                                  | 31 s 06       |
| 100 m                | Rym Oueniche Espérance sportive de Tunis                                                    | 1 min 5 s 15  | Asma Sammoud Club africain                                                                  | 1 min 7 s 37  | Leslie Belkacemi Olympica                                                                   | 1 min 7 s 57  |
| 200 m                | Rym Oueniche Espérance sportive de Tunis                                                    | 2 min 22 s 85 | Menna Kchouk Avenir sportif de La Marsa                                                     | 2 min 27 s 78 | Asma Sammoud Club africain                                                                  | 2 min 31 s 46 |
| Brasse               |                                                                                             |               |                                                                                             |               |                                                                                             |               |
| 50 m                 | Habiba Belghith Espérance sportive de Tunis                                                 | 34 s 54       | Farah Ben Khelil Olympica                                                                   | 34 s 76       | Nesrine Khelifati Olympica                                                                  | 35 s 37       |
| 100 m                | Habiba Belghith Espérance sportive de Tunis                                                 | 1 min 15 s 24 | Farah Ben Khelil Olympica                                                                   | 1 min 16 s 10 | Nesrine Jelliti Olympica                                                                    | 1 min 17 s 09 |
| 200 m                | Habiba Belghith Espérance sportive de Tunis                                                 | 2 min 43 s 54 | Senda Sammoud Club africain                                                                 | 2 min 48 s 12 | Nesrine Jelliti Olympica                                                                    | 2 min 49 s 38 |
| Papillon             |                                                                                             |               |                                                                                             |               |                                                                                             |               |
| 50 m                 | Leslie Belkacemi Olympica                                                                   | 28 s 47       | Asma Sammoud Club africain                                                                  | 28 s 84       | Khaoula Ben Abid Association de la Cité nationale sportive                                  | 28 s 99       |
| 100 m                | Asma Sammoud Club africain                                                                  | 1 min 4 s 13  | Senda Sammoud Club africain                                                                 | 1 min 5 s 37  | Alya Gara Licence fédérale                                                                  | 1 min 5 s 60  |
| 200 m                | Alya Gara Licence fédérale                                                                  | 2 min 26 s 87 | Emna Bougila Club africain                                                                  | 2 min 38 s 31 | Ghada Kheriji Association de la Cité nationale sportive                                     | 2 min 38 s 43 |
| 4 nages              |                                                                                             |               |                                                                                             |               |                                                                                             |               |
| 200 m                | Asma Sammoud Club africain                                                                  | 2 min 27 s 25 | Alya Gara Licence fédérale                                                                  | 2 min 27 s 70 | Maroua Mathlouthi Espérance sportive de Tunis                                               | 2 min 28 s 63 |
| 400 m                | Maroua Mathlouthi Espérance sportive de Tunis                                               | 5 min 18 s 54 | Nesrine Masmoudi Club africain                                                              | 5 min 22 s 76 | Khaoula Ben Abid Association de la Cité nationale sportive                                  | 5 min 25 s 22 |
| Relais               |                                                                                             |               |                                                                                             |               |                                                                                             |               |
| 4 x 100 m nage libre | Olympica Leslie Belkacemi, Nesrine Khelifati, Nesrine Jelliti et Farah Ben Khelil           | 4 min 3 s 68  | Club africain Asma Sammoud, Sonia Karkeni, Ines Masante et Chadha Abid                      | 4 min 6 s 44  | Espérance sportive de Tunis Habiba Belghith, Maroua Mathlouthi, Ons Laajili et Rym Oueniche | 4 min 10 s 42 |
| 4 x 200 m nage libre | Espérance sportive de Tunis Maroua Mathlouthi, Habiba Belghith, Ons Laajili et Rym Oueniche | 8 min 56 s 21 | Olympica Nesrine Jelliti, Meriem Souidi, Leslie Belkacemi et Farah Ben Khelil               | 8 min 58 s 47 | Club africain Nesrine Masmoudi, Mariem Souissi, Asma Sammoud et Sonia Karkeni               | 9 min 0 s 63  |
| 4 x 100 m 4 nages    | Olympica Leslie Belkacemi, Nesrine Jelliti, Nesrine Khelifeti et Farah Ben Khelil           | 4 min 34 s 28 | Espérance sportive de Tunis Rym Oueniche, Habiba Belghith, Ons Laajili et Maroua Mathlouthi | 4 min 36 s 17 | Club africain Asma Sammoud, Nesrine Masmoudi, Senda Sammoud et Sonia Karkeni                | 4 min 37 s 51 |

### Podium mixtes
| Discipline           | Or                                                                                                   | Temps         | Argent                                                                           | Temps         | Bronze                                                                                              | Temps         |
| 4 x 100 m nage libre | Espérance sportive de Tunis Rym Oueniche, Ahmed Mathlouthi, Maroua Mathlouthi et Mohamed Mehdi Ajili | 3 min 44 s 99 | Club africain Mohamed Aziz Ghaffari, Sonia Karkeni, Asma Sammoud et Talel Mrabet | 3 min 46 s 44 | Olympica Leslie Belkacemi, Sofiane Ben Moussa, Farah Ben Khelil et Omar Moussa                      | 3 min 52 s 86 |
| 4 x 100 m 4 nages    | Club africain Mohamed Aziz Ghaffari, Talel Mrabet, Asma Sammoud et Sonia Karkeni                     | 4 min 9 s 22  | Olympica Leslie Belkacemi, Achraf Souidi, Omar Moussa et Farah Ben Khelil        | 4 min 10 s 96 | Espérance sportive de Tunis Rym Oueniche, Mohamed Ali Fekiri, Ahmed Mathlouthi et Maroua Mathlouthi | 4 min 11 s 96 |

## Classements

### Classement par équipes
- Club africain : 62 181 points (champion de Tunisie)
- Espérance sportive de Tunis : 55 031 points
- Olympica : 42 793 points
- Association de la Cité nationale sportive : 23 367 points
- Club de natation de Ben Arous : 13 651 points
- Tunisair Club : 11 745 points
- Avenir sportif de La Marsa : 10 218 points
- Sport nautique de Bizerte : 3 615 points
- Club de natation de Monastir : 2 082 points

### Répartition des médailles
| Rang | Club                                      | Médaille d'or | Médaille d'argent | Médaille de bronze | Total |
| ---- | ----------------------------------------- | ------------- | ----------------- | ------------------ | ----- |
| 1    | Espérance sportive de Tunis               | 21            | 8                 | 12                 | 41    |
| 2    | Club africain                             | 7             | 18                | 12                 | 37    |
| 3    | Olympica                                  | 6             | 8                 | 8                  | 22    |
| 4    | Association de la Cité nationale sportive | 5             | 1                 | 6                  | 12    |
| 5    | Avenir sportif de La Marsa                | 0             | 2                 | 1                  | 3     |
| 6    | Club de natation de Ben Arous             | 0             | 1                 | 0                  | 1     |
| -    | Sport nautique de Bizerte                 | 0             | 1                 | 0                  | 1     |
| -    | Licence fédérale                          | 1             | 1                 | 1                  | 3     |
| -    | Total                                     | 40            | 40                | 40                 | 120   |